# Lagenithrix
Lagenithrix é um género botânico pertencente à família Asteraceae.
A autoridade científica do género é G.L. Nesom, tendo sido publicado em Phytologia 76(2): 148. 1994.

## Espécies
Segundo a base de dados The Plant List, o género tem duas espécies descritas, com estatuto não resolvido:
- Lagenithrix setosa (Benth.) G.L.Nesom
- Lagenithrix stellata (Hook.f.) G.L.Nesom